# ارلباخ
ارلباخ (به آلمانی: Erlbach) یک شهر در آلمان است که در بایرن واقع شده‌است.

## خصوصیات
ارلباخ ۲۸٫۱۳ کیلومترمربع مساحت دارد ۴۵۳ متر بالاتر از سطح دریا واقع شده‌است.